# Elstermühle Gorsdorf
Die Elstermühle Gorsdorf war eine Mühle an der Schwarzen Elster im Stadtteil Gorsdorf von Jessen (Elster) im deutschen Bundesland Sachsen-Anhalt. Sie gehörte zum Besitz eines Rittergutes und war gleichzeitig eine Erbpachtmühle.

## Geschichte und Eigentümer
Im Jahre 1555 wurde Junker Hans von Reysen mit der Mühle belehnt. Nach dessen Tod verwaltete seine Frau Euphemia von Reysen die Mühle bis 1573. Der Kurfürstlich sächsische Rat und Professor Dr. jur. Michael Teuber bekam das Lehen durch Kurfürst August von Sachsen dann im selben Jahr zugesprochen. Im Jahre 1588 wird Hofrat Dr. Andreas Rauchbar durch den damaligen Kurfürsten Christian I. mit dem Rittergut und der Mühle belehnt. Während des Dreißigjährigen Krieges wurde die Mühle zerstört und brannte ab. Den Wiederaufbau als Eigentümer realisierte dann Johann Heinrich von Kuffer, welcher Kurfürstlich sächsischer Oberst und Kommandant der Stadt Wittenberg war. Mit dem beginnenden Flößen von Holz auf der Schwarzen Elster und dem Neugraben wurde auch der Mühlenbetrieb vor Probleme gestellt. So wurde vom damaligen Besitzer der Bau eines neuen Flutgrabens gefordert, um eine Behinderung der Flöße durch die Mühle zu reduzieren. Im Jahr 1801 sind die Rittergutsbesitzer, die Geschwister von Polenz Eigentümer der Mühle. Müllermeister der damaligen Zeit war Karl Gottlieb Rügler, welche seine Pacht an die Eigentümer zurückgab. 1817 erfolgte ein Verkauf an Johann Friedrich Förster, welcher zu diesem Zeitpunkt auch die Mühle in Gerbismühle besaß. 1818 zog dieser nach der Veräußerung seines Eigentums in Gerbismühle nach Gorsdorf. In den nächsten elf Jahren investierte Müllermeister Förster in diverse Baumaßnahmen an Mühle und dem dazugehörigen Grundstück. Dadurch finanziell überfordert kündigt er im damaligen Schweinitzer Kreisblatt die freiwillige Zwangsvollstreckung über die Mühle an. Der Besitz wurde vom zuständigen Gericht 1830 an Johann Friedrich Christian Thieme verkauft. Dieser heiratete 1853 in zweiter Ehe die Tochter des Vorbesitzers. Die aus dieser Ehe hervorgegangene Tochter, Anna Maria Thieme heiratete 1873 Müllermeister Friedrich Richard Hugo Förster aus Dohna, welcher die Mühlengeschäfte übernahm. Der erstgeborene Sohn, Friedrich Hugo Max Förster führte nach dem Tod seines Vaters und dem Erlernen des Müllerhandwerks die Geschäfte ab dem Jahr 1919 weiter.

## Aufbau
Die Einrichtung der Mühle wird im Mühlenregulativ von 1772 wie folgt beschrieben: …vier Mahlgänge mit zwei Vorgelegen an zwei Ziehpansterrädern, ein Mahlgang und Hirsestampfen mit einem Vorgelege an einem Ziehpansterrad, eine Schneidemühle sowie eine Ölmühle an einem Ziehpansterrad. Nach der Übernahme der Mühle durch Friedrich Richard Hugo Förster erfolgte der Einbau einer Dampfmaschine für den zusätzlichen Antrieb. Ein genaues Datum hierfür ist nicht belegt. Am 10. September 1919 wurde ein auf den Fundamenten der Dampfmaschine eingebauter Dieselmotor in Betrieb genommen.

## Sonstiges
Durch die Regulierung der Schwarzen Elster wurde der Wasserstand so gesenkt, dass die Fundamente der Mühle und der Mühlengebäude, welche auf Pfahlrosten aufgebaut wurden, im Freien lagen und somit dem Verfall ausgesetzt waren. In der Zeit des Zweiten Weltkrieges konnten die aufgetretenen Schäden aus Geldmangel nicht beseitigt werden. Ende April 1945 sprengten sowjetische Truppen eine in der Nähe befindliche Brücke. Dadurch wurden auch die Mühlengebäude stark beschädigt.